# ويسبتش ست ماري (كامبريدجشير)
ويسبتش ست ماري (بالإنجليزية: Wisbech St Mary)‏ هي قرية و أبرشية مدنية تقع في المملكة المتحدة في إنجلترا.